# اس‌اس پترزبورگ (تی-ای‌اوتی-۹۱۰۱)
اس‌اس پترزبورگ (تی-ای‌اوتی-۹۱۰۱) (به انگلیسی: SS Petersburg (T-AOT-9101)) یک کشتی بود که طول آن ۷۳۶ فوت (۲۲۴ متر) بود. این کشتی در سال ۱۹۶۳ ساخته شد.